# Teenage Dream (canção de T. Rex)
"Teenage Dream" é uma canção da banda britânica de rock T. Rex, escrita por Marc Bolan e lançada como single em 9 de fevereiro de 1974 pela EMI Records. Foi o primeiro e único single a ser creditado como 'Marc Bolan & T. Rex' e foi retirado do álbum Zinc Alloy and the Hidden Riders of Tomorrow.

## Composição e gravação
Depois de lançar singles sob o nome de 'T. Rex', "Teenage Dream" foi o primeiro lançamento a ser creditado como 'Marc Bolan & T. Rex'. "Teenage Dream" foi coproduzida por Tony Visconti e Bolan, e contou com Lonnie Jordan, do War, no piano. Foi lançado como single em 9 de fevereiro de 1974 e passou cinco semanas no top 40 do Reino Unido, chegando ao número 13.
O autor de Bolan: The Rise and Fall of a 20th Century Superstar, Mark Paytress, chamou-a de um "single de chegada" de Bolan, dizendo que estava "tão encharcado de resignação melodramática que era menos um lamento do que um vislumbre nobre através das barras de ferro de uma existência cada vez mais distante". A canção foi descrita pelo site musical AllMusic como "uma miniópera virtual", com "cordas crescentes, guitarras chorosas, corais imponentes e um senso de drama genuinamente agourento". O revisor crítico Ken Barnes, da revista Rolling Stone, no entanto, escreveu em um artigo que a faixa "sofre de letras confusas e sem sentido, e entonações autoconscientes no estilo Dylan, se arrastando por muito tempo". O próprio Bolan considerou "Teenage Dream" como a melhor letra que ele escreveu. Também foi escolhida pela ex-parceira de Bolan, Gloria Jones, como sua letra favorita dele.
Ele escreveu e gravou a canção durante uma turnê nos Estados Unidos em agosto de 1973. Foi uma das últimas faixas escritas para o álbum Zinc Alloy and the Hidden Riders of Tomorrow, e essas sessões foram a última vez que Bolan gravou algum trabalho com Visconti.